# Virgo (Gravitationswellendetektor)
Virgo ist ein französisch-italienischer Gravitationswellendetektor, dessen Kernstück ein Michelson-Interferometer mit je drei Kilometer langen Armen ist.
Der Detektor war in den Jahren 2007 bis 2011 im Betrieb. Anschließend wurde er außer Betrieb genommen, um die Empfindlichkeit weiter zu erhöhen. Nach Verzögerungen ging der neue, empfindlichere Detektor Advanced Virgo im August 2017 in Betrieb.
Das Interferometer ist nach dem Virgo-Haufen benannt, einem Haufen von etwa 1.500 Galaxien im Sternbild Jungfrau, etwa 50 Millionen Lichtjahre von der Erde entfernt.

## Technische Daten
Der Advanced Virgo befindet sich auf dem Gelände des Europäischen Gravitationswellen-Observatoriums (EGO) in Santo Stefano a Macerata (Cascina) in Italien in derselben Anlage, in der sich der Vorgänger-Detektor Virgo befand.
Das Interferometer besteht aus zwei Armen mit einer Länge von je 3 km, die im rechten Winkel zueinander angeordnet sind. Diese Arme sind evakuierte Röhren mit einem Durchmesser von 1,2 m. Das Laserlicht wird in diesem Interferometer mehrere Male hin- und hergeworfen, sodass ein Interferometer mit einer effektiven Armlänge von etwa 100 km entsteht. Die verwendeten Spiegel reflektieren 99,999 % des infraroten Laserlichts, das auf sie trifft. Die Leistung des Lasers beträgt 200 W, allerdings wird der Laserstrahl mehrmals überlagert, sodass eine um ein Vielfaches höhere effektive Leistung erreicht werden kann. Die Wellenlänge des ausgesandten Lichts beträgt 1064 nm. Sowohl die Leistung des Lasers als auch die Frequenz des Lichts müssen möglichst konstant sein.
Der Virgo-Detektor deckt den Frequenzbereich von etwa 10 Hz bis 10 kHz ab. Die untere Nachweisgrenze dieses Detektors liegt bei Amplituden in der Größenordnung von 10−22. Somit sollte der Detektor Gravitationswellen messen können, die von massiven Doppelsternsystemen oder Supernovae stammen. Für die Beobachtung einer Kollision eines Doppelsternsystems beträgt die Reichweite des Detektors etwa 300 Mio. Lichtjahre. Ein solches Ereignis innerhalb der Reichweite wird einige Male pro Monat erwartet.

## Funktionsweise
Wenn eine Gravitationswelle den Detektor durchläuft, ändert sich die Länge der Arme des Interferometers. Dadurch kommt es zu einer Phasenverschiebung zwischen den Laserstrahlen in den beiden Armen und das Interferenzmuster, das nach der Überlagerung der beiden Strahlen entsteht, verändert sich. Die Änderung dieses Interferenzmusters kann gemessen werden.

## Geschichte
Der 1989 für Virgo gestellte Projektantrag wurde 1994 bewilligt, die Planung 1997 abgeschlossen. 2003 wurde der Bau fertiggestellt; danach wurde der Detektor kalibriert und getestet. 2007 bis 2011 wurden zum ersten Mal Daten gesammelt. Anschließend wurde der Detektor verbessert und ab 2016 als Advanced Virgo wieder in Betrieb genommen.
Einer der Direktoren war der Franzose Alain Brillet. Von italienischer Seite gehörte Adalberto Giazotto zu den leitenden Wissenschaftlern.
Der alte Virgo-Detektor hatte eine 10-mal geringere Empfindlichkeit, seine untere Nachweisgrenze lag also bei Amplituden von 10−21. Dadurch war die Reichweite für die Beobachtung nur 1/10 so groß und folglich das beobachtbare Volumen nur 1/1000 so groß. Während jetzt mehrere beobachtbare Ereignisse pro Monat erwartet werden, waren es damals eins alle 20 bis 50 Jahre.
Die höhere Genauigkeit des Advanced Virgo wurde einerseits durch die Verbesserung der Spiegel und des Vakuums und andererseits durch die Verwendung eines Lasers mit der 10-fachen Leistung erreicht.
Es besteht eine enge Kooperation mit anderen Gravitationswellendetektoren; die Daten werden gemeinsam gesammelt und analysiert und es werden gemeinsame Publikationen herausgegeben.
Am 17. August 2017 um 12:30:43 Uhr MESZ beobachteten die beiden US-amerikanischen Advanced-Ligo-Observatorien, die alle drei bisher registrierten Gravitationswellen entdeckt hatten, sowie der französisch-italienische Advanced-Virgo-Detektor das Signal GW170814, das durch die Verschmelzung von zwei Neutronensternen (GW170817) erzeugt wurde. Die Kooperation aller drei Observatorien erhöhte die Genauigkeit um den Faktor zehn. Dabei wurde auch erstmals die Polarisation der Gravitationswellen beobachtet. Advanced Virgo hatte am 1. August erstmals mit Beobachtungen begonnen.